# TTV de Veluwe
 TTV de Veluwe is een Nederlandse tafeltennisvereniging uit Apeldoorn die in 1971 werd opgericht. Het ontstond uit een fusie tussen tafeltennisclub Torpedo en de tafeltennis afdeling van omnisportvereniging CSV Apeldoorn op 21 juni van dat jaar.
Het mannenteam van De Veluwe werd in 1982, 1983 en 1984 (als De Veluwe), 1985, 1989, 1992 en 1993 (als De Blaeuwe Werelt) landskampioen in de eredivisie. In 1981, 1982, 1983, 1984 (als De Veluwe), 1985, 1986, 1988, 1990, 1992 en 1993 (als De Blaeuwe Werelt) wonnen zij de nationale beker.
In de personen van Paul Haldan en Jaap van Spanje keerden in 2008 twee van de hoofdrolspelers uit De Veluwe's glorietijd terug als trainer.

## Selectiespelers
De volgende spelers speelden minimaal één wedstrijd voor De Veluwe in de eredivisie:
Mannen:
| - Werner Abeleven - Frank Boute - Paul Haldan (6x NK) - Jonah Kahn | - Henk van Spanje (2x NK) - Jaap van Spanje - Ron van Spanje (2x NK) |

- NK = Nederlands Kampioen enkelspel